# Gladiatorzy (film 1964)
Gladiatorzy (wł. La Rivolta dei sette) – włoski film przygodowy z 1964 roku. W Polsce emitowany na kanale TCM.

## Fabuła
Film opowiada o ucieczce grupy spartańskich gladiatorów. Mężczyźni wyruszają na poszukiwania statuetki bogini Ateny, która ma im przynieść wolność.

## Obsada
- Tony Russell
- Massimo Serato
- Helga Liné
- Piero Lulli